# Vangelis Pavlidis
Evangelos „Vangelis” Pavlídis (în greacă Βαγγέλης Παυλίδης; n. 21 noiembrie 1998, Salonic, Grecia) este un fotbalist profesionist grec care evoluează pe poziția de atacant la Benfica în Primeira Liga și la echipa națională a Greciei.

## Cariera pe echipe

### VfL Bochum
Pe 9 aprilie 2016, Pavlidis a semnat un contract profesionist până în vara anului 2019. Pe 15 mai 2016, a debutat la echipă ca înlocuitor într-un meci din 2. Bundesliga câștigat cu 4–2 în deplasare împotriva lui 1. FC Heidenheim.

#### Împrumut la Borussia Dortmund II
Pe 26 ianuarie 2018, Pavlidis s-a alăturat lui Borussia Dortmund II împrumutat pentru a doua jumătate a sezonului. Pe 22 iunie 2018, perioada de împrumut Pavlidis a fost prelungită până în vara anului 2019.

#### Împrumut la Willem II
Pe 17 ianuarie 2019, Willem II a confirmat semnarea lui Pavlidis împrumutat de la Bochum până la sfârșitul sezonului 2018-19. Pe 23 ianuarie 2019, a marcat primul său gol la echipă după asistența lui Marios Vrousai într-o victorie cu 3-2 în deplasare din Cupa KNVB împotriva lui FC Twente. Pe 16 februarie 2019, a marcat primul său gol în Eredivisie.

### Willem II
Pe 29 aprilie 2019, Pavlidis a semnat un contract permanent cu echipa. Ulterior, în acel an, pe 2 august, în meciul de deschidere al sezonului 2019-20 din Eredivisie, Pavlidis a marcat de două ori iar Willem II a învins PEC Zwolle cu 3-1.

### AZ Alkmaar
Pe 9 iulie 2021, Pavlidis a semnat un contract până în 2025 cu echipa olandeză AZ Alkmaar. Mai târziu în acel an, la 1 decembrie, Pavlidis a fost unul dintre cei unsprezece nominalizați la Premiul Puskás din 2021.

### Benfica
La 1 iulie 2024, Pavlidis s-a alăturat lui Benfica în Primeira Liga pe o înțelegere permanentă, semnând un contract de cinci ani; suma transferului a fost de 18 milioane de euro, plus încă 2 milioane în posibile suplimente și o clauză de vânzare de 10% în favoarea lui AZ Alkmaar.

## Cariera internațională
Pe 29 august 2019, Pavlidis a fost convocat pentru prima dată la echipa de seniori a Greciei de către antrenorul John van 't Schip pentru viitoarele meciuri de calificare la Campionatul European de Fotbal 2020 împotriva Finlandei și Liechtensteinului.

## Titluri
Individual
- Jucătorul lunii din Eredivisie: august 2023,[15] octombrie 2023[16]
- Echipa lunii în Eredivisie: mai 2021, octombrie 2021, aprilie 2022,[17] ianuarie 2023, august 2023,[18] octombrie 2023,[19] decembrie 2023,[20] mai 2024[21]
- Cel mai bun marcator al Eredivisie: 2023–24 (la egalitate cu Luuk de Jong)[22]